# Państwowy monitoring środowiska
Państwowy Monitoring Środowiska (PMŚ) – system powołany na podstawie Prawo o ochronie środowiska. Państwowy monitoring środowiska, według art. 23 ust. 2 ustawy – Prawo ochrony środowiska jest systemem:
- pomiarów, ocen i prognoz stanu środowiska,
- gromadzenia, przetwarzania i rozpowszechniania informacji o środowisku.

Koordynatorem PMŚ jest Główny Inspektor Ochrony Środowiska. 1 stycznia 2019 r. zadania związane z państwowym monitoringiem środowiska przestały być wykonywane przez wojewódzkich inspektorów ochrony środowiska.

## Czym jest Państwowy Monitoring Środowiska?
Państwowy monitoring środowiska (PMŚ) został utworzony ustawą z dnia 10 lipca 1991 r. o Inspekcji Ochrony Środowiska (Dz.U. z 2024 r. poz. 425) w celu zapewnienia wiarygodnych informacji o stanie środowiska. Program PMŚ na lata 2016 – 2020, obejmowała zadania wynikające z odrębnych ustaw, zobowiązań międzynarodowych oraz innych potrzeb wynikających ze strategii rozwoju oraz innych programów i dokumentów programowych.

## Cele i zadania PMŚ
Jest to realizowane poprzez systematyczne informowanie organów administracji i społeczeństwa o:
- przyczynach zmian zachodzących w środowisku,
- występujących trendach jakości środowiska,
- ocenie skuteczności zrealizowanych programów ochrony środowiska,
- identyfikacji obszarów na których występują przekroczenia zanieczyszczeń,
- powiązaniach przyczynowo skutkowych pomiędzy emisją a imisją mających na celu określenie zmian zachodzących w środowisku,
- przewidywanych prognozach przy uwzględnieniu wskaźników rozwoju społeczno-gospodarczego kraju,
- wytwarzanie informacji dla celów zarządzania środowiskiem,
- monitorowania skuteczności działań i planowania w zakresie ochrony środowiska,
- wytwarzanie danych i opracowywanie ocen niezbędnych do wypełnienia podpisanych i ratyfikowanych umów międzynarodowych przez Polskę, w szczególności obowiązków raportowania informacji o środowisku do Komisji Europejskiej, Europejskiej Agencji Środowiska które stanowią podstawę do zarządzania jakością środowiska na poziomie europejskim.

Informacje wytworzone za pośrednictwem PMŚ wykorzystywane są przez jednostki administracyjne w celu operacyjnego zarządzania środowiskiem za pomocą instrumentów prawnych, takich jak: postępowanie w sprawie ocen oddziaływania na środowisko, pozwolenia na wprowadzanie do środowiska substancji lub energii, programy i plany ochrony środowiska jako całości i jego poszczególnych elementów, plany zagospodarowania przestrzennego.
Informacje wytworzone przez PMŚ wykorzystywane są również do celów monitorowania skuteczności działań i strategicznego planowania w zakresie ochrony środowiska i zrównoważonego rozwoju na wszystkich poziomach zarządzania.
Cele PMŚ osiągane są dzięki:
- wykonywaniu badań wskaźników charakteryzujących poszczególne elementy środowiska,
- prowadzeniu obserwacji elementów przyrodniczych,
- gromadzeniu i analizy wyników badań i obserwacji,
- ocenie stanu i trendów zmian jakości poszczególnych elementów środowiska zgodnie z ustalonymi kryteriami,
- identyfikację obszarów przekroczeń standardów jakości środowiska,
- analizie przyczynowo-skutkowej,
- opracowywaniu zestawień, raportów i ich udostępnianiu w formie drukowanej lub elektronicznej.

## Struktura funkcjonalna PMŚ
System PMŚ składa się z trzech bloków: STAN, PRESJE, OCENY i PROGNOZY, różniących się istotnie pod względem funkcji jakie pełnią w systemie.
Podstawowym blokiem jest STAN ŚRODOWISKA, w ramach którego wytwarzane są dane, dotyczące stanu poszczególnych elementów środowiska, takich jak powietrze, wody, gleby, hałas, promieniowanie jonizujące, przyroda, pola elektromagnetyczne. 
Blok EMISJE gromadzi dane o rodzajach zanieczyszczeń wprowadzanych do powietrza, wód lub ziemi, niezbędnych do realizacji celów PMŚ. 
Dane gromadzone w ramach bloku OCENY I PROGNOZY, w ramach którego wykonywane są zintegrowane oceny i prognozy jakości środowiska, analizy przyczynowo-skutkowe wiążące istniejący stan środowiska z czynnikami kształtującymi ten stan, mającymi swoje źródło w działalności człowieka.